# Reginald Sprigg
Reginald (Reg) Claude Sprigg (1. března 1919 Stansbury, Austrálie – 2. prosince 1994 Glasgow, Skotsko, Spojené království) byl australský geolog a paleontolog, objevitel ediakarské fauny.

## Život
Reginald Sprigg se narodil 1. března 1919 v malém jihoaustralském městě Stansbury na poloostrově Yorke. Jeho rodiči byli Claude Augustus Sprigg a Pearl Alice Irene, rozená Germein. Pár byl sezdán 17. září 1913 v Stansbury. Reg byl jejich třetím a nejmladším dítětem, jeho starším bratrem byl D'Arcy Kingsley (1914–1951) a sestrou Constance Vera (Connie).
Sprigg absolvoval studium geologie na University of Adelaide, kde získal v roce 1942 titul Master of Science. Na univerzitě byl žákem Sira Douglase Mawsona, který prohlásil, že: „Sprigg byl jeho nejlepším studentem ze všech“. V roce 1940 vstoupil do jednotky „Královských ženistů“ Australské armády (anglicky Royal Australian Engineers). Do roku 1943 pracoval ve vládní Organizaci vědeckého a průmyslového výzkumu Commonwealthu (anglicky Commonwealth Scientific and Industrial Research Organisation; CSIRO). V letech 1944 až 1954 pracoval Reginald Sprigg pro báňský úřad Jižní Austrálie. V roce 1944 se podílel na opětovném otevření uranového dolu Radium Hill a mapování uranového pole Mount Painter. Uranu jako strategické suroviny bylo třeba pro americký projekt Manhattan.
Jeho největší objev přišel v roce 1946, kdy ho jihoaustralská vláda vyslala, aby prozkoumal ziskovost opuštěných dolů v oblasti Ediacara Hills ve Flindersově pohoří při použití nových technologií. Sprigg zde nalezl fosilie velmi starých organismů, které datoval do raného kambria či dokonce prekambria. Jeho práce ale nevzbudila velkou pozornost vědců, článek v časopise Nature byl odmítnut. Odjel do Londýna a představil své nálezy na Mezinárodním geologickému kongresu v roce 1948, ale jeho přednášky se setkaly s nedůvěrou nebo nezájmem. Teprve až práce profesora Martina Glaessnera na univerzitě v Adelaide prokázala skutečné stáří zkamenělin a Spriggovi se zpětně dostalo uznání. Ačkoliv byly nálezy prekambrických fosilií známy již dříve, všeobecně nebyly považovány za organické. Spriggův objev nakonec vyústil v oficiální definici a uznání období ediakara Mezinárodní komisí pro stratigrafii (anglicky International Commission on Stratigraphy; ICS) v roce 2004. Šlo o první nové geologické období definované po více než sto letech.
Kromě jiných aktivit se stal Sprigg spoluzakladatelem firmy Santos (zkratka South Australia Northern Territory Oil Search), která objevila ložiska plynu v Cooper Basin, včetně pole Moomba, které poskytuje zemní plyn pro Jižní Austrálii, Nový Jižní Wales a Canberru.
V roce 1954 založil Reginald Sprigg firmu Geosurveys of Australia, která se zabývala prospektorskou činností, geologií a geofyzikou a poradenstvím. Společnost hledala také uran v Severním teritoriu a nikl v severozápadním cípu Jižní Austrálie a pracovala také pro Santos. V roce 1962 převzala Geosurveys of Australia firma Beach Petroleum Ltd. a Sprigg se stal výkonným ředitelem celé firmy Beach Energy.
Díky ziskům ze svého podnikání se Sprigg v roce 1968 usadil na pronajaté farmě Arkaroola ve Flindersově pohoří, ve významné oblasti průzkumu uranu o rozloze 610 kilometrů čtverečních v okrese Flinders v Jižní Austrálii. Farmu přeměnil na přírodní útočiště a turistickou atrakci, ze stávajících budov byla vytvořena vesnička a ta byla zpřístupněna turistům. Sprigg se svým společníkem a manželkou zde také zřídil přírodní rezervaci.
Reg Sprigg zemřel 2. prosince 1994 na dovolené ve skotském Glasgow. Jeho popel byl rozptýlen na farmě Arkaroola.

## Ocenění
Na počest Reginalda Sprigga byly pojmenovány fosilní rody Spriggia, Spriggina a Metaspriggina. Jeho jméno nese i asteroid (5380) Sprigg.
Královská společnost Jižní Austrálie Spriggovi v roce 1968 propůjčila medaili udělovanou na počest lékaře a konchologa Josepha Verca. V roce 1980 získal čestný doktorát Australské národní univerzity. V roce 1983 jej královna Alžběta II. jmenovala důstojníkem Řádu Austrálie.